# Deutsches Meisterschaftsrudern 1950
Das 61. Deutsche Meisterschaftsrudern wurde 1950 in Hannover ausgetragen. Im Vergleich zum Vorjahr wurde als einzige Änderung der Zweier mit Steuermann wieder ins Meisterschaftsprogramm aufgenommen. Insgesamt wurden Medaillen in 15 Bootsklassen (11 bei den Männern und 4 bei den Frauen) vergeben.

## Medaillengewinner

### Männer
| Bootsklasse                           | Gold | Silber | Bronze |
| ------------------------------------- | --- | --- | --- |
| Einer                                 | Waldemar Beck (Kitzinger RV) | Horst Wilke (Mündener RV) | Günter Lange (RuGem. Germania-Verein 65 Frankfurt) |
| Doppelzweier                          | RC Worms Walter Gramlich Hans Götz | Neusser RV Kurt Goder Hermann Thomas | RV Bochum von 1920 Fritz Schäfer Wilhelm Bongers |
| Zweier ohne Steuermann                | Mannheimer RG Baden von 1880 Herbert Kesel Gerhard Reichert | Bremer RC Hansa Ernst Geffken Karl-Heinz Schlaack | RG Speyer 1883 Otto Groß Karl Lang |
| Zweier mit Steuermann                 | Mannheimer RG Baden von 1880 Ludolf Moritz Gerhard Reichert Horst Seidelmann (Stm.)                                                                                        | RuGem. Flörsheim-Rüsselsheim Norbert Steuler Helmut Schwinn Rolf Bopp (Stm.)                                                                                | Homberger RK Germania von 1893 Heinzgerd Lissen Dieter Hörsken Dieter Kragt (Stm.)                                                                               |
| Vierer ohne Steuermann                | Mannheimer RG Baden von 1880 Herbert Kesel Ernst Lust Ludolf Moritz Gerhard Reichert                                                                                       | Lübecker RG von 1885 Gerhard Höpfner Heinz Blach Klaus Dieter Abromeit Horst Reinberg                                                                       | Keine weiteren Boote in der Wertung. |
| Vierer mit Steuermann                 | Deutscher Ruder-Club von 1884 Günter Twiesselmann Klaus Schulze Heinz Beyer Gerhard Vogeley Hans-Joachim Wiemken (Stm.)                                                    | Heilbronner RG Schwaben Hans Götz Klaus Hahn Werner Dutt Klaus Tochtermann Günter Jobst (Stm.)                                                              | Mülheimer RG Horst Winnesberg Heinz Grätz Hans-Wilhelm Pieper Karl Grüter Günter Witt (Stm.)                                                                     |
| Achter                                | Kölner RV von 1877 Anton Reinartz Hans Betz Peter Betz Heinz Zünkler Roland Freihoff Hans Hollmann Stefan Reinartz Anton Siebenhaar Walter Hohmann (Stm.)                  | RuGem. Flörsheim-Rüsselsheim Wilfried Seipp Karl Bauer Adam Munk Georg Boller Georg Schneider Erich Kohl Georg von Opel Willi Wenz Hanswalter Messer (Stm.) | ETuF Essen Eberhard Gümmer Horst Pröls Werner Brocke Franz Gärtner Achim Arndt Hans-Joachim Fischer Heinz-Oskar Rehberg Alf Nordmann Heinz-Günther Gudert (Stm.) |
| Leichtgewichts-Einer                  | Willy Neuburger (WSV Godesberg) | Hanns Bullmann (ETuF Essen) | Willi Lott (RuGem. Flörsheim-Rüsselsheim) |
| Leichtgewichts-Vierer ohne Steuermann | Ludwigshafener RV von 1878 Manfred Gutfrucht Walter Mayer Werner Meixner Karl Kehrer                                                                                       | Lübecker RK Peter Reincke Hans-Joachim Kümmel Rudolf Faul Willi Feudel                                                                                      | Keine weiteren Boote am Start. |
| Leichtgewichts-Vierer mit Steuermann  | Ludwigshafener RV von 1878 Manfred Gutfrucht Walter Mayer Werner Meixner Karl Kehrer Walter Will (Stm.)                                                                    | Emder RV Herbert Pupkes Heinz-Walter Tebbenhoff Ernst Bühler Gerhard Meyer Gerhard Thiele senior (Stm.)                                                     | ETuF Essen Willi Hachen Alfons Schreiner Werner Bartels Peter Wiener Heinz-Günther Gudert (Stm.)                                                                 |
| Leichtgewichts-Achter                 | ETuF Essen Karlheinz Neuhaus Hardy Thomas Erwin Poth Hans-Heinrich Steins Richard Wagner Dieter Hölsken Karl-Heinz Wehner Helmut Sichelschmidt Heinz-Günther Gudert (Stm.) | Ruderclub Hansa von 1898 Georg Hay Paul Schröder Günter Ewald Wolfgang Vorspohl Günter Grenz Gerhard Hübner Fritz Wolf Helmut Greven Helmut Bartsch (Stm)   | RV Cassel Lothar Schimpf Wilhelm Hellmuth Wilfried Glatthaar Heinz Barthel Heinz Diele Rudi Becker Jürgen Kassing Gerhard Hofmann Nikolaus Hahn (Stm.)           |

### Frauen
| Bootsklasse                            | Gold | Silber                                                                                             | Bronze                                                                                            |
| -------------------------------------- | --- | -------------------------------------------------------------------------------------------------- | ------------------------------------------------------------------------------------------------- |
| Einer                                  | Herma Heyden (Kölner RV von 1877)                                                                                     | Jette Kaidel (Schweinfurter RC Franken von 1882)                                                   | Marianne Schäfer (WSV Godesberg)                                                                  |
| Doppelzweier                           | WSV Godesberg Ellein Stahl Marianne Schäfer                                                                           | Wilhelmshavener RC von 1909 Hobetha Behrbohm Wally Parbs                                           | Keine weiteren Boote in der Wertung.                                                              |
| Doppelvierer mit Steuerfrau            | Rgm. RV Bochum von 1920 / RV Münster von 1882 Erika Sauter Hilde Tubis Helga Schmalz Waltraud John Ilse Müller (Stf.) | Lübecker Frauen-RG von 1907 I. Karow Ursel Hänse Irmgard Nolte Gudrun Fischer K. Schneider (Stf.)  | RC Worms Liselotte Jäger Herta Jäger Rosemarie Meissner Else Fetzer Lutz Ebel (Stf.)              |
| Doppelvierer Stilrudern mit Steuerfrau | Frauen-RC Wannsee Gisela Fremder Christel Fremder Marga Kretschmar Lieselotte Höhn Christel Schurwanz (Stf.)          | RV Bochum von 1920 Marianne Schneider Erika Sauter Helga Schmalz Inge Offerhaus Ilse Müller (Stf.) | RV Eltville Erika Becker Käthe Nothelfer Lieselotte Müller Trudi Schnurr Marianne Bouffier (Stf.) |